# Moro (Oregon)
Pour les articles homonymes, voir Moro.
La ville de Moro est le siège du comté de Sherman, situé dans l'Oregon, aux États-Unis.

## Démographie
| Groupe            | Moro | Oregon | États-Unis |
| ----------------- | ---- | ------ | ---------- |
| Blancs            | 92,6 | 83,7   | 72,4       |
| Amérindiens       | 3,1  | 1,4    | 0,9        |
| Autres            | 2,8  | 11,1   | 23,8       |
| Métis             | 1,5  | 3,8    | 2,9        |
| Total             | 100  | 100    | 100        |
|                   |      |        |            |
| Latino-Américains | 4,0  | 11,8   | 16,7       |

Selon l’American Community Survey, pour la période 2011-2015, 92,40 % de la population âgée de plus de 5 ans déclare parler anglais à la maison, alors que 7,60 % déclare parler l'espagnol.

## Source
- (en) Cet article est partiellement ou en totalité issu de l’article de Wikipédia en anglais intitulé « Moro, Oregon » (voir la liste des auteurs).

1. ↑  (en) « Moro, OR Population - Census 2010 and 2000 », sur censusviewer.com.
2. ↑  (en) « Population of Oregon - Census 2010 and 2000 », sur censusviewer.com.
3. ↑  (en) « Language spoken at home by ability to speak English for the population 5 years and over », sur factfinder.census.gov.